# Elaeocarpus quadratus
Elaeocarpus quadratus är en tvåhjärtbladig växtart som beskrevs av C. E. C.Fischer. Elaeocarpus quadratus ingår i släktet Elaeocarpus och familjen Elaeocarpaceae. Inga underarter finns listade i Catalogue of Life.